# Giedroyć (Adelsgeschlecht)

Das Adelswappen der Fürstenfamilie Giedroyć

Die Familie Giedroyć, [ˈɡʲɛdrɔɪ̯t͡ɕ], (Plural Giedroyciowie, litauisch Giedraitis, dazu Plural Giedraičiai) sind litauische und polnische fürstliche Adelsfamilien, ursprünglich aus dem Großfürstentum Litauen stammend. Der Name bezieht sich auf den litauischen Ort Giedraičiai, der zum Besitz der Familie gehörte. 

## Herkunft
Die Giedraičiai gehen vermutlich auf die Zeit des litauischen Königs Mindaugas († 1263) zurück, sind aber mit ihm nicht verwandt. Über die ersten Angehörigen der Familie liegen keine gesicherten Informationen vor, und die in den ersten Dokumenten aufgeführten Personen sind in keinerlei genauen verwandtschaftlichen Zusammenhang zu bringen. Überlieferungen aus dem 16. Jahrhundert folgend sind sie Nachfahren des legendären Fürsten Giedrius, einem jüngeren Sohn des Großfürsten Gediminas († 1341).

## Namensträger
Bekannte Namensträger sind:
- Michał Giedroyć (Mykolas Giedraitis; 1420–1485), Prediger
- Melchior Giedroyć (Merkelis Giedraitis; 1536–1608), Bischof von Kaunas-Žemaitėjė
- Georgius Giedroyćz, S.J. (1618–12.7.1653), Jesuite Vilnius
- Jan Stefan Giedroyć (Jonas Steponas Giedraitis; 1730–1803), Bischof von Kaunas-Žemaitėjė und Livland
- Romuald Giedroyć (Romualdas Giedraitis; 1750–1824), General des Herzogtums Warschau
- Józef Arnulf Giedroyć (Juozapas Arnulfas Giedraitis; 1754–1838), Bischof von Kaunas-Žemaitėjė
- Szymon Mikołaj Giedroyć (Symonas Mykolas Giedraitis; 1764–1844), Bischof von Kaunas-Žemaitėjė
- Vera Ignatievna Giedroyc (1870–1932), Ärztin und Dichterin
- Jerzy Giedroyc (1906–2000), polnischer Politiker, Publizist, Leiter des polnischen Exilverlags „Instytut Literacki“ in Maisons-Laffitte
- Henryk Giedroyc (1922–2010), Bruder von Jerzy, Leiter des „Instytut Literacki“ in Maisons-Laffitte
- Coky Giedroyc (Mary-Rose Helen "Coky" Giedroyc; * 1963), englische Regisseurin
- Mel Giedroyc (Clare Sophie "Mel" Giedroyc; * 1968), englische Schauspielerin
- Stanislovas Giedraitis (* 1947), litauischer Politiker